# João Batista Luzardo
João Batista Luzardo (Uruguaiana, 11 de dezembro de 1892 — Porto Alegre, 1.º de janeiro de 1982) foi um político e diplomata brasileiro.

## Biografia
João Batista Luzardo nasceu em Salto, distrito de Uruguaiana, no dia 11 de dezembro de 1892. De ascendência basca, pelos lados paterno e materno, era filho de Severo Luzardo, coronel da Guarda Nacional, e de Margarida Aspestéguy. Sua família exercia atividades relacionadas ao comércio na região de fronteira com o Uruguai.
No estado do Rio de Janeiro, formou-se em medicina e direito. Após a conclusão dos estudos, retornou à sua cidade natal e se opôs ao então prefeito e líder local do Partido Republicano Rio-Grandense (PRR), José Antônio Flores da Cunha. Em 1922, apoiou o candidato da oposição, Assis Brasil, contra a quinta reeleição consecutiva de Borges de Medeiros ao governo estadual.
Com a vitória de Borges, participou da articulação de uma revolta contra sua posse, deflagrada em janeiro de 1923. Foi designado chefe do estado-maior das forças revolucionárias e, no final do ano, participou das negociações de paz, que resultaram na assinatura do Pacto de Pedras Altas. Dessa forma, os rebeldes aceitaram a posse de Medeiros, que, por sua vez, comprometeu-se a não buscar uma nova reeleição.
Em 1924, elegeu-se deputado federal. Na Câmara, exerceu oposição ao governo federal, divulgando da tribuna os manifestos e reivindicações da jovem oficialidade. Assim, constituiu-se na única voz a defender a Coluna Prestes no Parlamento. No ano seguinte, foi preso sob acusação de conspiração. Com a posse de Washington Luís, em 1926, moderou suas críticas, mas manteve-se como porta-voz dos revolucionários na Câmara.
Em 1927, renovou seu mandato de deputado e participou da fundação do Partido Democrático Nacional (PDN), organização que visava dar coesão nacional aos opositores do regime, reunindo o PL do Rio Grande do Sul, o Partido Democrático (PD) de São Paulo, além de elementos dissidentes do Distrito Federal, como Maurício de Lacerda e Adolfo Bergamini.
Com a ascensão de Getúlio Vargas ao poder, foi convidado a assumir a chefia da polícia no Distrito Federal, função pela qual se destacou pela repressão às organizações de esquerda, chegando a proibir as manifestações do dia 1º de maio de 1931. No início de 1932, o Diário Carioca, jornal alinhado com os constitucionalistas, foi depredado por manifestantes. Luzardo e o ministro da Justiça, Maurício Cardoso, queriam apurar as responsabilidades, sendo, no entanto, desautorizados por Vargas. Por conseguinte, exoneraram-se de seus cargos, sendo acompanhados pelos demais membros gaúchos no governo.
Logo depois, defendeu a reconstitucionalização do país. Com a eclosão de Movimento Constitucionalista, participou da promoção de levantes no Rio Grande do Sul, que fracassaram e acabou sendo obrigado a se exilar no Uruguai.
Em outubro de 1934, anistiado, retornou ao Brasil. No ano seguinte, elegeu-se novamente deputado federal e participou da oposição à Vargas. No entanto, com o distanciamento de Flores da Cunha, Luzardo reaproximou do governo, a ponto de declarar apoio ao golpe do Estado Novo. Foi nomeado embaixador no Uruguai, cargo pelo qual permaneceu até 1945. Também assumiu brevemente a embaixada em Buenos Aires. Foi exonerado com a queda de Vargas.
No segundo governo de Vargas, em 1953, foi nomeado presidente da Caixa Econômica Federal, cargo que deixou após o suicídio do presidente, em agosto de 1954. Depois disso, teve uma participação política discreta.
Faleceu em Porto Alegre, no dia 1 de janeiro de 1982.